# Magdalena Popescu
Magdalena Popescu-Bedrosian (n. 1 martie 1943, București, România) este o critică și istorică literară, editoare și traducătoare română.

## Biografie
S-a născut la București în familia preotului Octavian Popescu și a soției sale, Silvia (n. Baicu). A urmat studii la Liceul „Gheorghe Lazăr” din București (1956-1960) și apoi la Facultatea de Limba și Literatura Română a Universității din București (1960-1965).
După absolvirea facultății a lucrat ca redactoare la Radiodifuziunea Română (1965-1966), preparatoare și asistentă universitară la Catedra de limbi străine a Institutului de Petrol-Gaze din București (1966-1968), redactoare la revistele Gazeta literară și România literară (1968-1870) și redactoare la Editura Cartea Românească (1970-1998). În perioada 1990-1996 a fost directoare al Editurii Cartea Românească.
A fost decorată în anul 2009 cu Ordinul Meritul Cultural în grad de Cavaler, categoria A „Literatură”, la propunerea președintelui Academiei Române, „în semn de apreciere deosebită pentru întreaga activitate de cercetare științifică, încununată cu apariția Dicționarului general al literaturii române, dorind a răsplăti munca excepțională a celor ce au pregătit acest important instrument de lucru”.

## Activitatea publicistică
Magdalena Popescu a debutat ca autoare de critică literară în 1964 în revista Gazeta literară. A colaborat cu cronici și studii literare în publicații de specialitate precum Gazeta literară, Contemporanul, România literară, Luceafărul, Astra, Ateneu, Caiete critice ș.a.
Primul volum publicat, Slavici (1977), a fost distins cu Premiul de debut al Uniunii Scriitorilor pe anul 1977.  Opiniile critice au fost elogioase: Nicolae Manolescu o considera o carte remarcabilă, în timp ce Cornel Ungureanu scria că Magdalena Popescu face în această carte un portret excepțional al scriitorului. Magdalena Popescu a colaborat la redactarea primelor două volume ale monumentalei lucrări Dicționarul general al literaturii române, coordonate de acad. Eugen Simion.

## Opera
- Slavici, Ed. Cartea Românească, București, 1977.

### Traduceri
- Petru Dumitriu, Omul cu ochi suri, 1996;
- Petru Popescu, Întoarcerea, în colaborare cu Smaranda Bedrosian, Editura Nemira, București, 2001;
- Françoise Dolto, Ines Angelino, Când părinții se despart, 2003.